# 神鏡

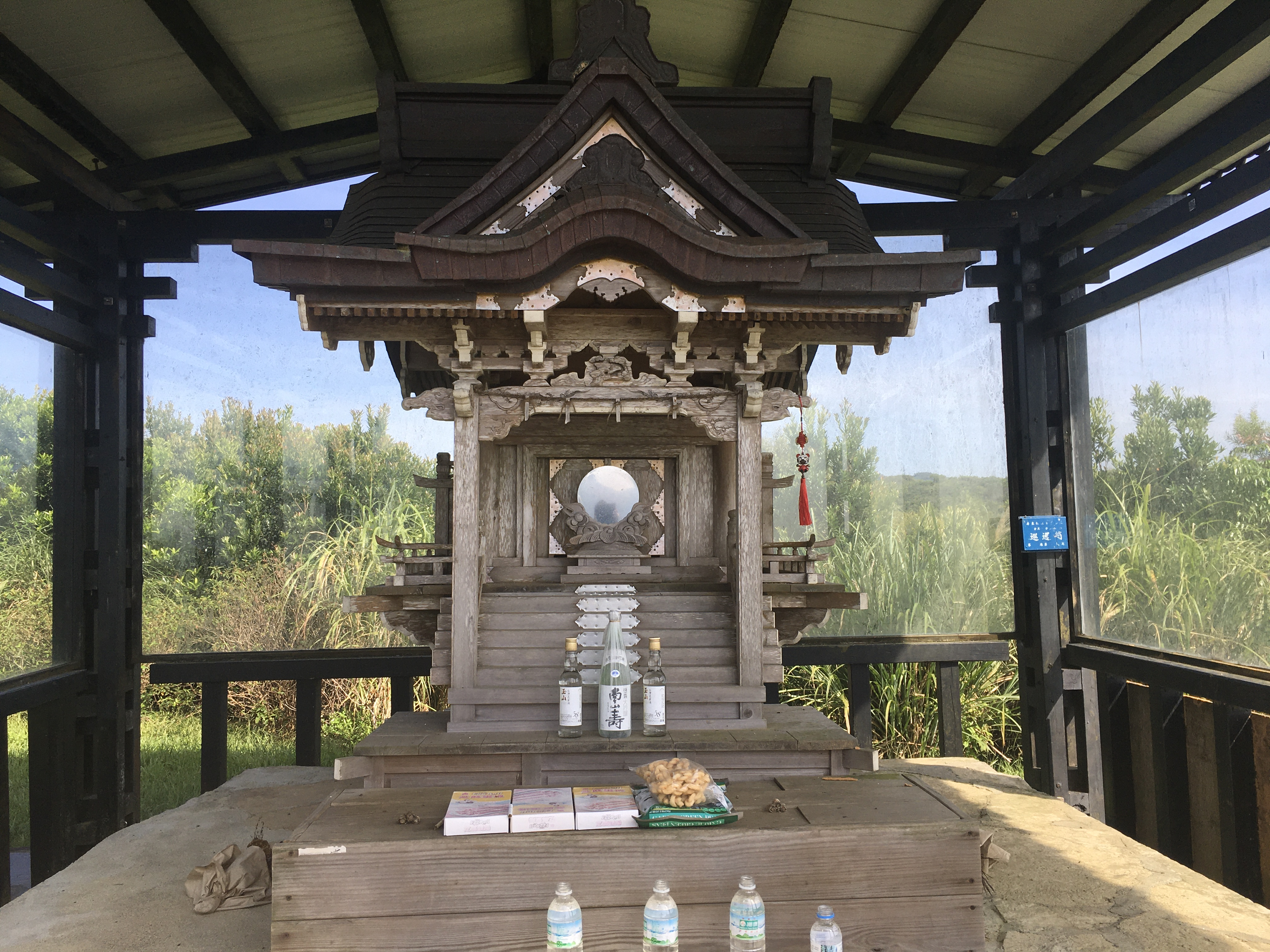
台湾屏東県牡丹郷の高士神社（クスクス神社）。社殿の中央に安置されているのが、神鏡である。

神鏡（しんきょう）とは、神聖な鏡という意味の一般名詞である。神霊のご神体として神社の本殿に祀られている鏡もあれば、または拝殿の神前に置かれている鏡もある。三種の神器の一つである八咫鏡も、神鏡の一つである。

## 意義
神鏡の意義に関しては、一般的には太陽を鏡で指していると言われる。これは、鏡で日の光を反射した際、それを正面から見ると太陽のように輝いて見える為であり、日本神道では太陽神である天照大神（アマテラスオオカミ）を最上の神として崇め祀るので、太陽を象徴する鏡で以て御神体とし、神社に祀るとされている。『日本書紀』においては、天照大神は孫である瓊瓊杵尊（ニニギノミコト）に、「これらの鏡を私の御魂として、拝するように常に奉りなさい」と記述されている。
また、この神鏡を乗せる台は通常雲の形をしていて、これは雲形台と言われる。

## 神鏡の歴史
神鏡の発祥は中国に遡ると言われる。中国では日本以上に多数の古代神鏡が出土されており、日本で一番古いと言われる「青龍三年銘方格規矩四神鏡」が西暦235年とされるものであるのに比して、中国で最古とされる神鏡は「葉脈文鏡」であり、紀元前1600年~770年と日本と桁違いに古い。また、『魏志倭人伝』によると邪馬台国の女王・卑弥呼が魏に遣いを送り、魏から銅鏡百枚を下賜されたとあることからも、日本の神鏡文化は中国からの文化輸入であると考えられる。
なお、朝鮮においても神鏡は多数出土される。
兵庫県井石神社の神鏡は、新羅から帰化した天日槍が伝来したと伝える。一方、宮内省は、1895年（明治28年）以降創立の官国幣社に対し、御霊代は神鏡とする旨の通達をした。

## 神鏡の種類
葉脈文鏡
中国王朝の内、殷（いん）・周代のものであり、紀元前1600年~紀元前770年と世界最古の神鏡である。現在でも21面しか発見されておらず、銅鏡は簡素なものであるが、日本の土器によくある葉脈文や平行線文などの幾何学文様が見られる。
素面鏡
春秋戦国時代の、紀元前770年~紀元前220年の神鏡。外見は名前の通り素朴で平板なものであるが、薄くて軽い為に技術の向上が見られる。
蟠龍菱文鏡(はんりゅうひしもんきょう)
前漢前期の、紀元前219年~紀元前111年の神鏡。とぐろを巻く龍や蛇の図案が彫られている。
方格規矩四神鏡
1~2世紀後漢の神鏡。中央に方形の線が彫られ、それぞれの区画を青龍・白虎・朱雀・玄武の四神の文様が配置されている。
神仙画像鏡
2~3世紀の後漢の神鏡。文様の特徴として、神仙の南極老人、天皇大帝、東王父、西王母などが彫られている。
青龍三年銘方格規矩四神鏡
日本最古の神鏡。この神鏡の銘にある「青龍3年」が、中国の魏の年号で西暦235年に当たり、『魏志倭人伝』で邪馬台国の女王・卑弥呼が魏に遣いを送ったのが景初3年(239年)のことであり、帰国したのが正始元年(240年)であるので、その中にこの鏡が含まれていた可能性が指摘されている。
漢龍虎鏡
3世紀後漢晩期の神鏡。中央に龍と虎の文様が睨み合っている為にこう呼ばれる。
三角縁神獣鏡(さんかくえんしんじゅうきょう/さんかくぶちしんじゅうきょう)
青銅で出来、断面が突出して三角形を成しており、且つ神獣の文様が刻まれている為にこう呼ばれる。日本でのみ出土されるが、神獣鏡は中国や朝鮮でも多数出土されており、三角縁である点が日本固有の特徴である。
日本で作られたものなのか、中国で作られたものなのか判然としておらず、卑弥呼が魏の皇帝から下賜された銅鏡百枚の内に含まれるのではないかと言われているが、邪馬台国の時代の3世紀の遺跡・墓からは全く出土しないで、4世紀の古墳時代の遺跡のみから出土されている。
御霊代神鏡
神社や宮中では神鏡を御霊代とする事が多い。規定では「天神地祇並びに天皇はその鏡径を一尺、諸臣は七寸とし、裏面に神名を刻し、鈕に紅紐をかけ、錦の袋に入れ、柳箱に納め、この箱を入帷子に包み、唐櫃に納め、ここに覆いをかけるか、御衾で包む。なお、唐櫃を使用せず、神鏡を絹で包み、御樋代に、次に御船代に納め、御衾で覆うも可」としている。